# Clypeoniscus sarsi
Clypeoniscus sarsi är en kräftdjursart som beskrevs av Hugo Frederik Nierstrasz och Brender a Brandis 1931. Clypeoniscus sarsi ingår i släktet Clypeoniscus och familjen Cabiropidae. Inga underarter finns listade i Catalogue of Life.